# Мома Марковић (стрип)
Момчило Мома Марковић (Београд, 1902 — Торонто, 1977) био је српски аутор стрипова, сликар и илустратор. Он је стварао у тзв. „Златном добу српског стрипа” (1935—1941). Најпознатији стрипови су му „Риста Спортиста” и „Стојадин”.

## Биографија
Студирао је на École des Arts décoratifs у Паризу. По повратку Београд се бави илустрацијом, сликањем и стрипом.
Сценарије су му писали Мића Димитријевић и позната глумица Љубинка Бобић. Њихов стрип „Риста Спортиста” (Политикин Забавник) доживео је чак и позоришну адаптацију, а изванредна друштвено-политичка сатира „Стојадин“ излазила је годинама у листу Ошишани јеж. Био је и уредник и илустратор листа Југословенче, дизајнирао је марке, хартије од вредности и признања, државне дипломе... За свој рад је 1939. примио велику награду Академије седам уметности.
За време Другог светског рата, Немци су га ставили у логор у Аустрији јер је сматран потенцијално опасним елементом. После више покушаја бекства, напокон успева да се домогне Италије, на територију коју су држали Савезници. После рата се не враћа у Југославију, већ остаје у Италији. Исељава се за Канаду 1951, али без породице, јер му син гине у покушају да илегално пређе југословенску границу, а жена завршава у болници због нервног слома.
У Канади је Марковић прво био слободан уметник, али због нарушеног душевног здравља одустаје од тога и прихвата државни посао. Радио је као цртач и сликар у канадском Министарству за путеве и Министарству шумарства.
Као и друге цртаче који су емигрирали из политичких разлога на Запад (Ђука Јанковић, Радомир Перица), српска јавност је заборавила и на Мому Марковића, да би тек са распадом СФРЈ, њихов рад поново био валоризован и делимично доступан читаоцима.
Преминуо је 1977. године у Торонту. Сахрањен је на торонтском гробљу Јорк.